# Rue Pont d'Île
La rue Pont d'Île est une rue piétonne du centre de Liège reliant le Vinâve d'Île et les rues du Pot d'Or et des Dominicains à la place de la République française.

## Odonymie
Son nom lui vient de l'ancien pont d'Île qui franchissait un ancien bras de la Meuse et reliait l'Île à la place aux Chevaux. Ce pont s'étendait de la rue Lulay-des-Fèbvres à la rue de la Wache et comptait à l'origine une dizaine d'arches. Mais au fur et à mesure du comblement des bras de Meuse, le pont devenait de plus en plus petit avant de disparaître complètement en 1826. La rue actuelle était donc un pont, d'où le nom rue Pont d'Île et non rue du Pont d'Île.

## Historique

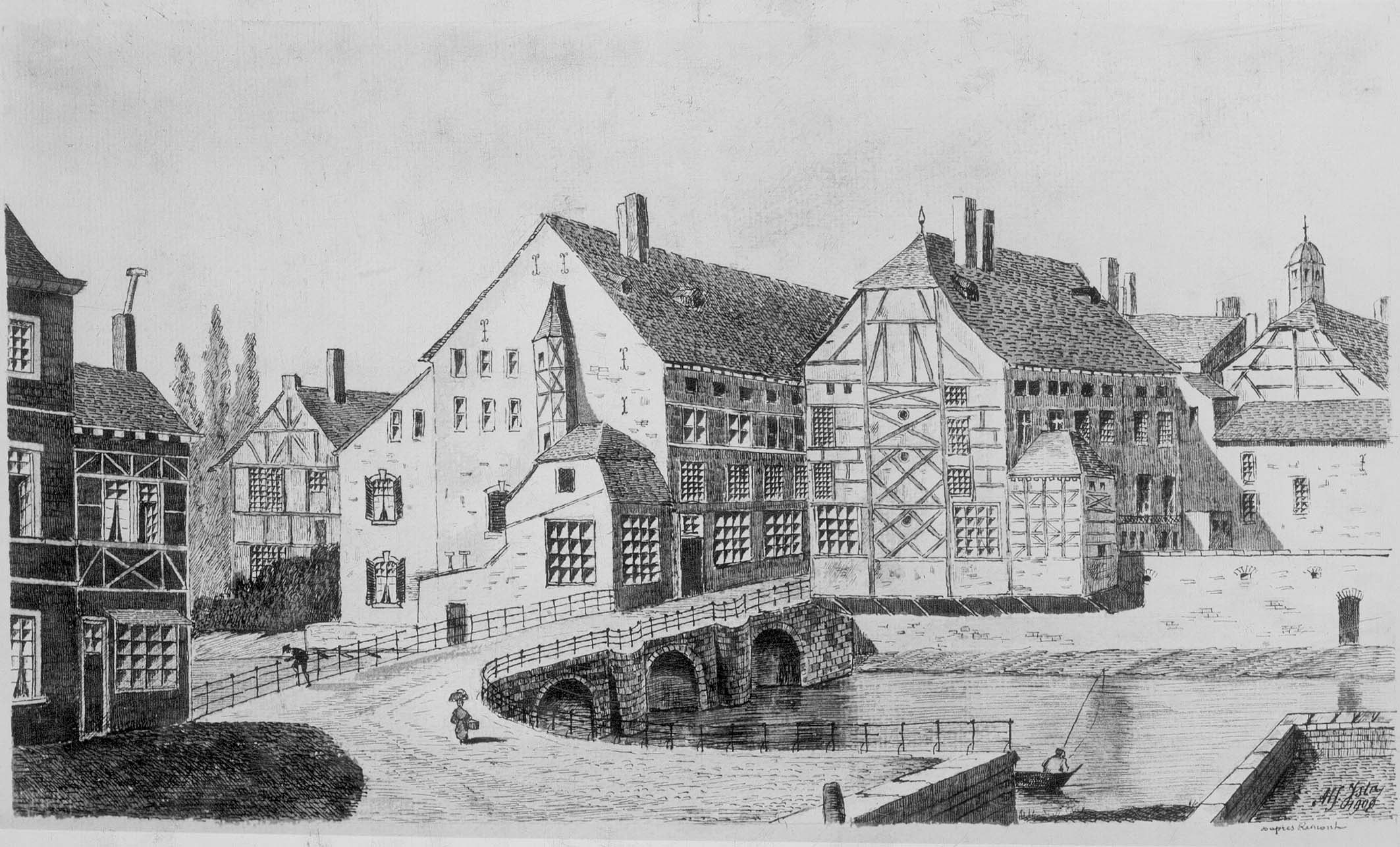
Le pont d'Île au XVIIIe siècle (Alfred Ista)

Au XVIe siècle, les Frères du couvent des Dominicains font élever une brasserie donnant sur la rue Pont d'Île devant l'église Sainte-Catherine. Elle survécut à la reconstruction de l'église dont elle fut proche mais elle est vendue à la famille Dejardin avant 1752. En 1718, une fontaine est élevée sur un des pignons du bâtiment ; celle-ci est alimentée en eau par les galeries Roland. Elle est transférée en 1870 dans la seconde cour du palais des princes-évêques et se trouve actuellement au Grand Curtius.
La brasserie survit à la démolition du couvent en 1817 mais est détruite en 1912 pour être remplacée par une salle de music-hall, le Kursaal. Il deviendra un cinéma, le Caméo en 1927, et le Normandie en 1939, avant de fermer ses portes dans les années 1970. Le bâtiment est désormais une des entrées de la galerie Opéra.

## Patrimoine
- no 41 : Maison Au Cigne 1690 ornée d'une frise sculptée sur toute la largeur de la façade.
- no 42-44 : Ancien cinéma (Caméo en 1927 et Normandie en 1939), ayant remplacé en 1912 la brasserie du couvent des Dominicains.
- no 51 : Maison de la 2e moitié du XVIIIe siècle classée au patrimoine immobilier de la Région wallonne[3],[4].

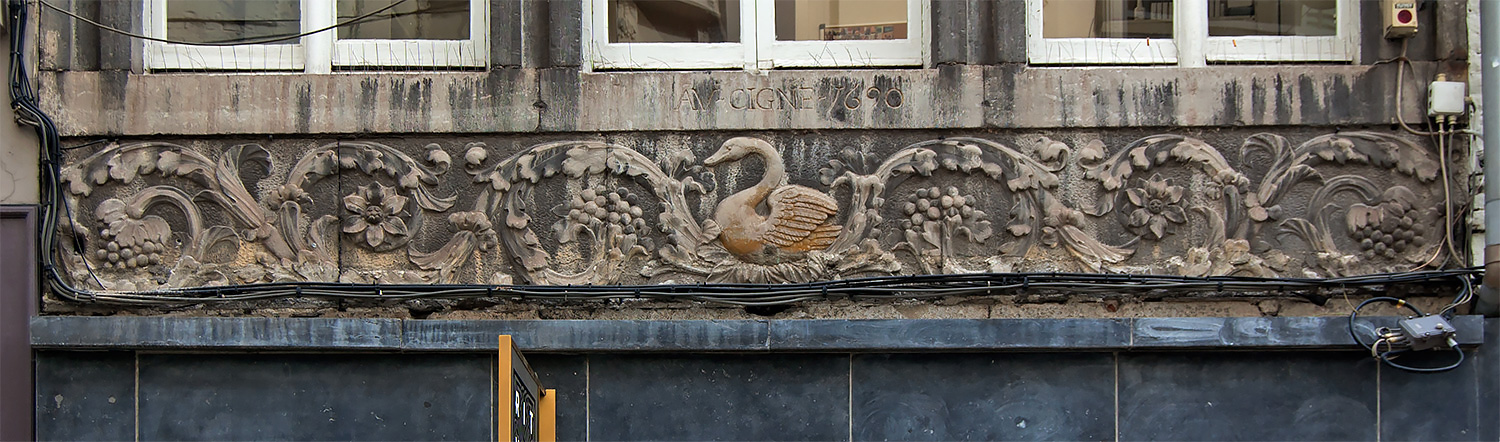
Rue Pont d'Île 41, maison Au Cigne